# Loser.com
Loser.com (n.đ. 'kẻ thua cuộc') là tên miền tồn tại dưới dạng URL chuyển hướng đến một số trang web khác nhau trong suốt thời gian tồn tại của nó.

## Lịch sử
Loser.com được đăng ký vào năm 1995 bởi Brian Connelly.
Tên miền từng được chuyển hướng đến trang web chiến dịch tranh cử tổng thống năm 2000 của Al Gore; một website phản đối cựu Thống đốc South Carolina Jim Hodges trong phần lớn thời gian năm 2002; chiến dịch tranh cử tổng thống của Barack Obama năm 2008; WikiLeaks năm 2010; một bài báo về chính trị gia người Mỹ Sean Duffy năm 2011; và trang Reddit vào năm 2012. Theo Connelly, Loser.com đôi khi cũng chuyển hướng đến các chủ đề mà anh cho là tích cực để tăng lượng truy cập của chúng.
Tháng 3 năm 2015, tên miền này đã thu hút sự chú ý rộng rãi từ giới truyền thông khi chuyển hướng đến bài viết trên Wikipedia tiếng Anh về rapper người Mỹ Kanye West. Marlow Stern của The Daily Beast cho rằng việc chuyển hướng được thực hiện nhằm đáp lại phản ứng của West đối với album Morning Phase của ca sĩ Mỹ Beck sau chiến thắng tại Lễ trao giải Grammy thường niên lần thứ 57, hạng mục Album của năm. Ryan Gajewski của The Hollywood Reporter và Christopher Hooton của The Independent đều cho rằng tên miền này có liên hệ đến Beck vì "Loser" là một trong những bài hát nổi bật nhất trong sự nghiệp âm nhạc của Beck. Trong một cuộc phỏng vấn với Stern vào ngày 5 tháng 3 cùng năm, Connelly thừa nhận rằng anh có ấn tượng tiêu cực về West và đã chuyển hướng tên miền như một nỗ lực nhằm troll rapper.
Đến tháng 2 năm 2016, anh tiếp tục chuyển hướng Loser.com tới bài viết Wikipedia tiếng Anh về ứng cử viên tổng thống Hoa Kỳ lúc bấy giờ là Donald Trump, sau khi ông đứng thứ hai trong một cuộc họp kín tại Iowa. Giải thích cho hành động này, Connelly đã mô tả Trump như là "một người đàn ông tấn công người Hồi giáo, tấn công người Mỹ theo đạo Hồi, thúc đẩy sự sợ hãi và nghi ngờ" và là "định nghĩa của một kẻ thua cuộc".
Khi được hỏi về động cơ cho những lần chuyển hướng tên miền của mình, Connelly cho biết việc anh chuyển hướng tên miền vào năm 2000 đến ứng cử viên thống đốc bang Tennessee thua cuộc Bill Daley là vì "Tôi nghĩ anh ấy chống đồng tính". Anh đã "không có bình luận gì" về lần chuyển hướng năm 2002 đến một trang web đối lập nhắm vào Thống đốc Nam Carolina Jim Hodges.
Vào ngày 8 tháng 11 năm 2020, tên miền một lần nữa được đổi hướng sang bài viết trên Wikipedia tiếng Anh về Donald Trump khi Trump từ chối nhượng bộ cuộc bầu cử tổng thống Hoa Kỳ năm 2020 sau khi bị thua về số phiếu so với Joe Biden, Phó Tổng thống thứ 47 của Hoa Kỳ và là Tổng thống hiện tại của Hoa Kỳ.
Tính đến tháng 3 năm 2022, Loser.com được chuyển hướng đến bài viết trên Wikipedia tiếng Anh về Vladimir Putin.